# کمپوت (دسر)
کمپوت(به فرانسوی: Compote) یا خوشاب نوعی دسر است که در قرن هفدهم به وجود آمده و منشأ آن کشور فرانسه است. در زبان فرانسوی واژه کمپوت به معنای مخلوط است.  کمپوت از میوهٔ کامل یا خردشده و شربت ترکیب شده‌است. میوه درسته در آب به همراه شکر و ادویه پخته می‌شود.مانند کمپوت هلو و کمپوت زردآلو.